# Lomtjärnen (Gällivare socken, Lappland)
Lomtjärnen är en sjö i Gällivare kommun i Lappland och ingår i Råneälvens huvudavrinningsområde.